# Marinebedrijf
Het Marinebedrijf is in 2002 voortgekomen uit de fusie van het SEWACO-bedrijf, Rijkswerf en het MEOB/Oegstgeest, alle onderhoudsdiensten van de Koninklijke Marine, met verschillende werkvelden. Door het samenvoeging streefde Defensie ernaar om de hele instandhouding van schepen en boten van de marine bij één bedrijf onder te brengen, zowel de SEWACO systemen als de Platform-systemen. Het Marinebedrijf is een onderdeel van het Ministerie van Defensie en ligt op de Nieuwe Haven in Den Helder.

## Werkveld
Binnen het Marinebedrijf wordt de gehele instandhouding van materieel van (met name) de marine verzorgd: van adviezen en werkzaamheden bij aanschaf van nieuwe materieel, offertebeoordelingen, inrichten reparatie- en herstelprocessen, optimaal gebruik gedurende de exploitatiefase tot aan adviezen en werkzaamheden in de afstotingsfase. In deze laatste fase wordt de verkoop en/of sloop van bijvoorbeeld de schepen begeleid. Hierbij treden specifieke problemen op, omdat naast de nieuwste apparatuur, ook de specifieke militaire apparatuur uit de afgelopen 30-40 jaar nog wordt onderhouden indien die nog wordt gebruikt binnen de Defensie-organisatie. Hierdoor varieert het werkgebied van uiterst moderne communicatie of radartechnieken, tot apparatuur met buizen of niet meer verkrijgbare onderdelen. Gezien de enorme kosten van totale vervanging, worden oplossingen ontwikkeld om de apparatuur toch te kunnen herstellen, soms in samenwerking met de industrie.

## Personeel
Het Marinebedrijf heeft circa 2000 werknemers, waarvan circa 100 militairen en 1900 burgerambtenaren (defensie-ambtenaren) en is hiermee  een van de grootste werkgevers van de kop van Noord-Holland. Door de bezuinigingen zoals door minister Hillen zijn aangekondigd in 2011, zullen naar verwachting hiervan circa 400 arbeidsplaatsen verloren gaan.

## Internationaal
Het bedrijf verricht het merendeel van de werkzaamheden in Nederland, maar ook veel in buitenland (vooral voor de marine), maar ook voor Portugal, Chili, Zuid-Korea, Groot-Brittannië, België en Duitsland, dit vanwege verkoop van schepen aan die landen of specialistische kennis van specifieke maritieme systemen, zoals Goalkeeper.

## Organieke plaats in de Defensie-organisatie
Het Marinebedrijf is in 2005 ondergebracht bij de Defensie Materieel Organisatie (DMO), samen met o.a. het LCW. Daarvoor was het onderdeel van de Directie Materieel Koninklijke Marine (DMKM). Per 1 januari 2012 is het Marinebedrijf teruggebracht onder de Marine, als onderdeel van Commando Zeestrijdkrachten (CZSK).

## Kerntaken
De kerntaken van het Marinebedrijf bestaan uit de instandhouding van vlootgebonden wapen-, communicatie-, en commandosystemen, en de bevoorrading van materieel. Hiermee ondersteunt het bedrijf de vier krijgsmachtonderdelen (de Luchtmacht, Landmacht, Marine en Marechaussee) bij de uitoefening van haar operationele taken, met een sterke nadruk op de Marine. Bij het Marinebedrijf wordt bijvoorbeeld gewerkt aan het onderhoud en de logistiek van fregatten, onderzeeboten en installaties zoals het APAR radarsysteem, voortstuwingssystemen, communicatieapparatuur, sonar, operationele datalink systemen, kanonnen, satellietsystemen (zowel grondstation als installaties aan boord van schepen), commandovoering systemen, enzovoort.